# Rallus aquaticus
Il porciglione, porciglione europeo o porciglione eurasiatico (Rallus aquaticus Linnaeus, 1758) è un uccello della famiglia dei Rallidi originario delle regioni comprese tra l'Europa occidentale e l'Asia centrale. È detto anche rallo.

## Tassonomia
I Rallidi sono una famiglia di uccelli che comprende 151 specie. Sebbene le loro origini risalgano a tempi remotissimi, il maggior numero di specie e le forme più primitive sono diffuse nel Vecchio Mondo e gli studiosi ritengono quindi che la famiglia abbia avuto origine qui. Tuttavia, il genere Rallus, il gruppo di specie dal becco lungo adattatesi a vivere nei canneti al quale appartiene il porciglione europeo, ha avuto origine nel Nuovo Mondo. Le specie del Vecchio Mondo, il porciglione europeo, il rallo di Blyth, il porciglione africano e il porciglione del Madagascar, formano una superspecie, e si ritiene che si siano evolute a partire da un unico gruppo di invasori giunto dalle Americhe attraverso l'Atlantico. Le analisi genetiche suggeriscono che il porciglione europeo sia la specie di Rallus più strettamente imparentata con i ralli del Pacifico, i Gallirallus, nonché la forma basale degli altri membri della superspecie. Il porciglione è stato descritto per la prima volta da Linneo, nel Systema Naturae, nel 1758, con il nome scientifico attualmente in uso di Rallus aquaticus. Tale nome scientifico, di origine latina, significa «rallo acquatico».

### Fossili
I resti fossili più antichi appartenenti a una forma ancestrale di porciglione europeo sono delle ossa ritrovate sui Carpazi risalenti al Pliocene (5,3-1,8 milioni di anni fa). Testimonianze fossili più recenti indicano che nel Pleistocene superiore il porciglione europeo era già presente in molte zone del suo areale attuale. I fossili di porciglione europeo sono piuttosto numerosi: più di 30 sono stati ritrovati nella sola Bulgaria e molti altri in Europa meridionale e in Cina. Una specie presente su Ibiza, il Rallus eivissensis, era più piccola ma più robusta del porciglione, e probabilmente non era una buona volatrice. Sull'isola, nel Quaternario, non vi erano mammiferi terrestri, e questa forma caratteristica si evolvette presumibilmente a partire dalla specie presente sul continente. Scomparve quando l'isola venne raggiunta dai primi esseri umani, tra il 16.700 e il 5300 a.C. Attualmente, su Ibiza si incontrano solamente pochi esemplari stanziali della sottospecie nominale, R. a. aquaticus.

## Descrizione

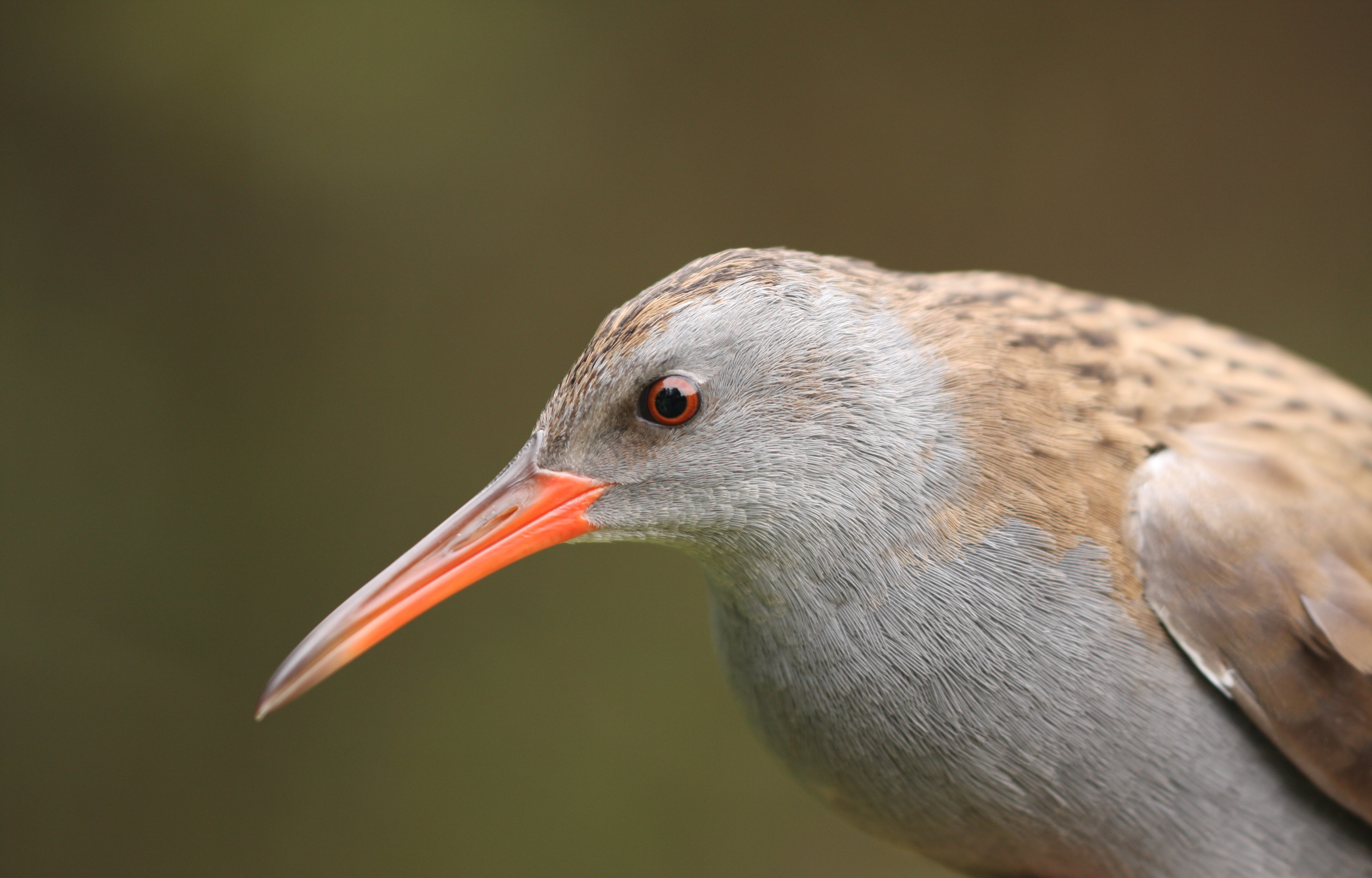
Testa della sottospecie nominale.

L'esemplare adulto della sottospecie nominale è un rallo di medie dimensioni, con una lunghezza di 23–28 cm e un'apertura alare di 38–45 cm. I maschi, generalmente, pesano 114-164 g, e le femmine, leggermente più piccole, 92-107 g. Le regioni superiori, dalla testa alla coda, sono bruno-oliva con striature nere, specialmente sulle spalle. I lati della testa e le regioni inferiori, fino alla parte bassa dell'addome, sono blu-ardesia scuro, a eccezione di un'area nerastra tra il becco e l'occhio e di una zona marroncina sui fianchi, all'altezza della parte alta del petto. I fianchi sono rigati di bianco e nero, e il sottocoda è bianco con alcune strisce più scure. Il lungo becco e l'iride sono rossi e le zampe color bruno-carnicino. I sessi sono simili; sebbene in media la femmina sia un po' più piccola del maschio, e abbia un becco più sottile, determinare il sesso di un esemplare sulla base della sola misurazione non è sufficiente. Gli esemplari giovani hanno la sommità del capo nerastra e mento e gola bianchi. In essi le regioni inferiori sono color camoscio o bianche con strisce più scure, e i disegni sui fianchi sono marroni e camoscio, piuttosto che bianchi e neri. Il sottocoda è color camoscio, e l'occhio, il becco e le zampe presentano una colorazione meno vivida di quella degli adulti. I pulcini sono ricoperti di piumino nero e hanno il becco bianco. Dopo la nidificazione, il porciglione europeo effettua la muta e non può volare per circa tre settimane. Gli esemplari adulti si riconoscono per i disegni del sottocoda, diversi da un esemplare all'altro. I maschi adulti hanno il sottocoda fittamente ricoperto da strisce nere. È stato ipotizzato che le strisce scure del sottocoda di questa specie costituiscano una sorta di compromesso tra la funzione segnaletica di un sottocoda completamente bianco, come nel caso delle specie che si spingono in acque aperte o dalle abitudini gregarie come la gallinella d'acqua, e la necessità di non rendersi troppo evidenti.
Il porciglione europeo si può distinguere facilmente dagli altri uccelli tipici dei canneti per il sottocoda bianco e il becco rosso; quest'ultimo è un po' più lungo del resto della testa (il 55-58% del totale) e leggermente incurvato verso il basso. Una specie simile, il rallo pettoblu dell'Asia tropicale, ha il becco più tozzo, la sommità del capo castana e le regioni superiori chiazzate di bianco. Gli esemplari giovani e gli adulti freschi di muta di porciglione europeo possono presentare un sottocoda color camoscio come il voltolino eurasiatico, ma quest'ultimo ha il piumaggio chiazzato di bianco e un becco molto più corto, di colore prevalentemente giallastro. L'areale del porciglione europeo non si sovrappone a quello di altre specie del genere Rallus, ma gli esemplari erratici si possono distinguere dai loro parenti americani per la mancanza di zone rossicce o castane quando le ali sono chiuse. Il più grande porciglione africano presenta regioni superiori di un colore marrone più scuro prive di striature e zampe e piedi di un rosso più brillante.

### Richiamo
Il porciglione europeo è una specie molto rumorosa, che fa udire il suo richiamo principale durante tutto l'anno. Questo è costituito da una serie di grugniti seguiti da uno stridio simile a quello emesso da un maialino, seguito da altri grugniti. Viene utilizzato come richiamo territoriale, d'allarme e di annuncio. I membri della stessa coppia possono emettere tale richiamo alternativamente; in questo caso, il maschio emette note più basse e lente della partner. Il canto di corteggiamento, emesso da ambo i sessi, è costituito da un tyick-tyick-tyick che spesso termina con un trillo emesso dalla femmina; il maschio è in grado di cantare per ore. Tra gli altri suoni prodotti ricordiamo il richiamo di volo, costituito da un fischio acuto, un forte cigolio ripetuto emesso dal maschio quando esso mostra il sito ove costruire il nido alla femmina, e una sorta di ronzio emesso da entrambi i genitori quando sono nel nido con i pulcini. I porciglioni sono più rumorosi quando si insediano in un territorio e agli inizi della stagione della nidificazione, quando i richiami possono protrarsi fino a notte fonda. I pulcini inizialmente pigolano a mala pena, ma ben presto iniziano ad emettere un richiamo per richiedere il cibo che risuona come un tyk-tyk-trik.
Quando alcuni ricercatori cercarono di attrarre dei porciglioni, allo scopo di catturarli, facendo loro ascoltare il richiamo registrato della cannaiola comune, videro che questi Rallidi e altri uccelli di palude si posarono al suono, sebbene non vi fosse alcun terreno paludoso; ciò lascia ipotizzare che i porciglioni e altri migratori notturni riconoscano il canto della cannaiola comune e lo associno all'habitat paludoso nel quale quest'ultima è solita risiedere.

### Sottospecie

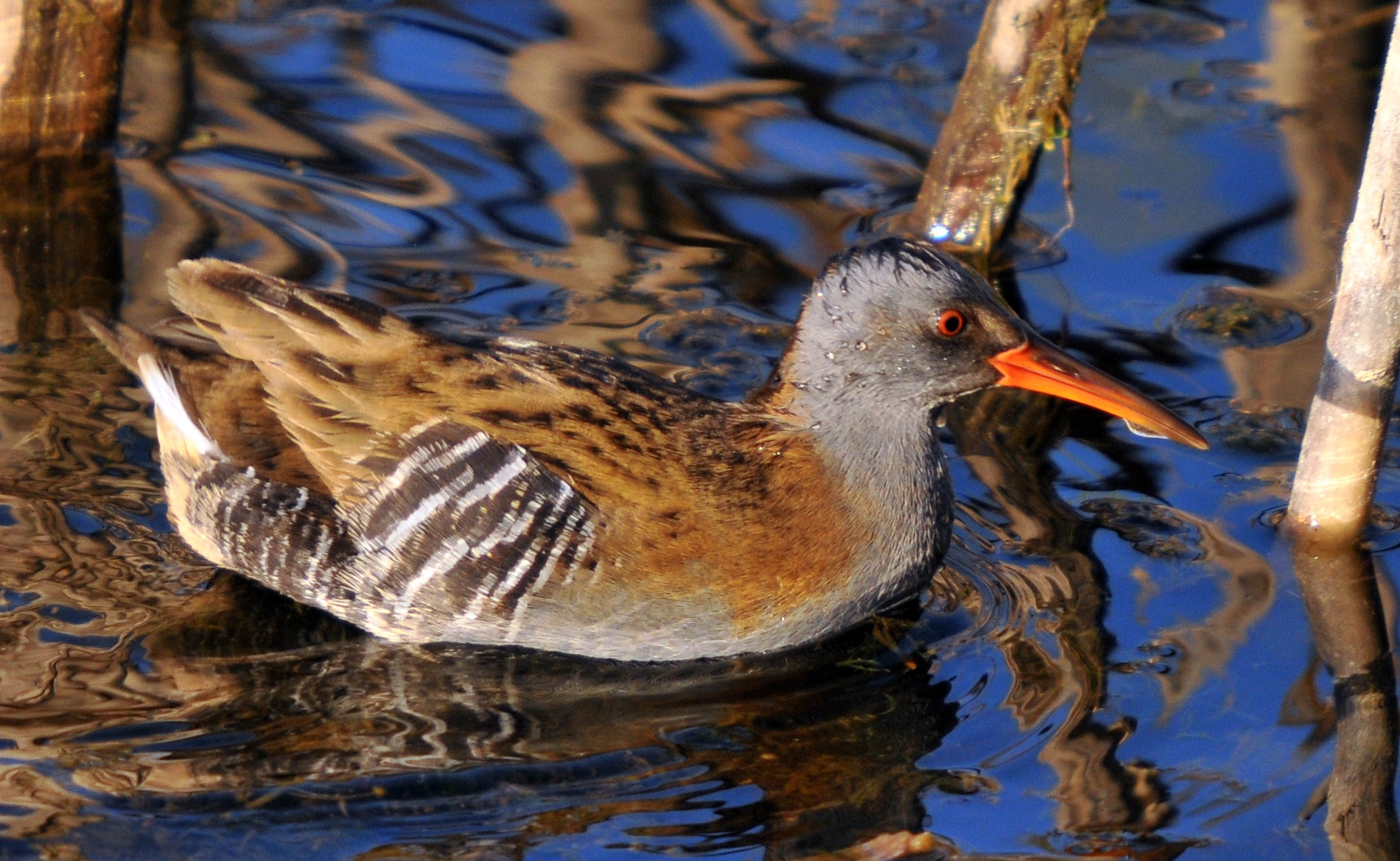
R. a. aquaticus.

Attualmente vengono riconosciute tre sottospecie di porciglione europeo, una delle quali recentemente scomparsa:
- R. a. aquaticus Linnaeus, 1758, la sottospecie nominale; è diffuso in Europa, Nordafrica, Turchia e Asia occidentale, fino al mar Caspio e al Kazakistan occidentale, nonché, più a est, in una striscia di terreno che giunge fino alla Siberia centrale[17].
- R. a. hibernans † Salomonsen, 1931, proprio dell'Islanda; presentava le regioni superiori di un marrone un po' più chiaro della forma nominale. Le strisce sui fianchi erano di colore marrone scuro, non nere, e il becco era più corto; il grigio delle regioni inferiori poteva assumere una tonalità marrone[17].
- R. a. korejewi Zarudny, 1905. È diffuso nell'Asia centro-meridionale, dalle regioni meridionali e orientali dell'Iran fino alla Cina occidentale, nonché nel Kashmir e nel Ladakh (subcontinente indiano). È leggermente più grande della sottospecie nominale, ed ha le regioni superiori di un marrone più chiaro e quelle inferiori di un blu-ardesia più chiaro. Presenta una debole striscia marrone attraverso l'occhio[17][23].

In passato, a queste, gli studiosi aggiungevano una quarta sottospecie, il R. a. indicus, oggi considerato una specie a parte.

## Distribuzione e habitat

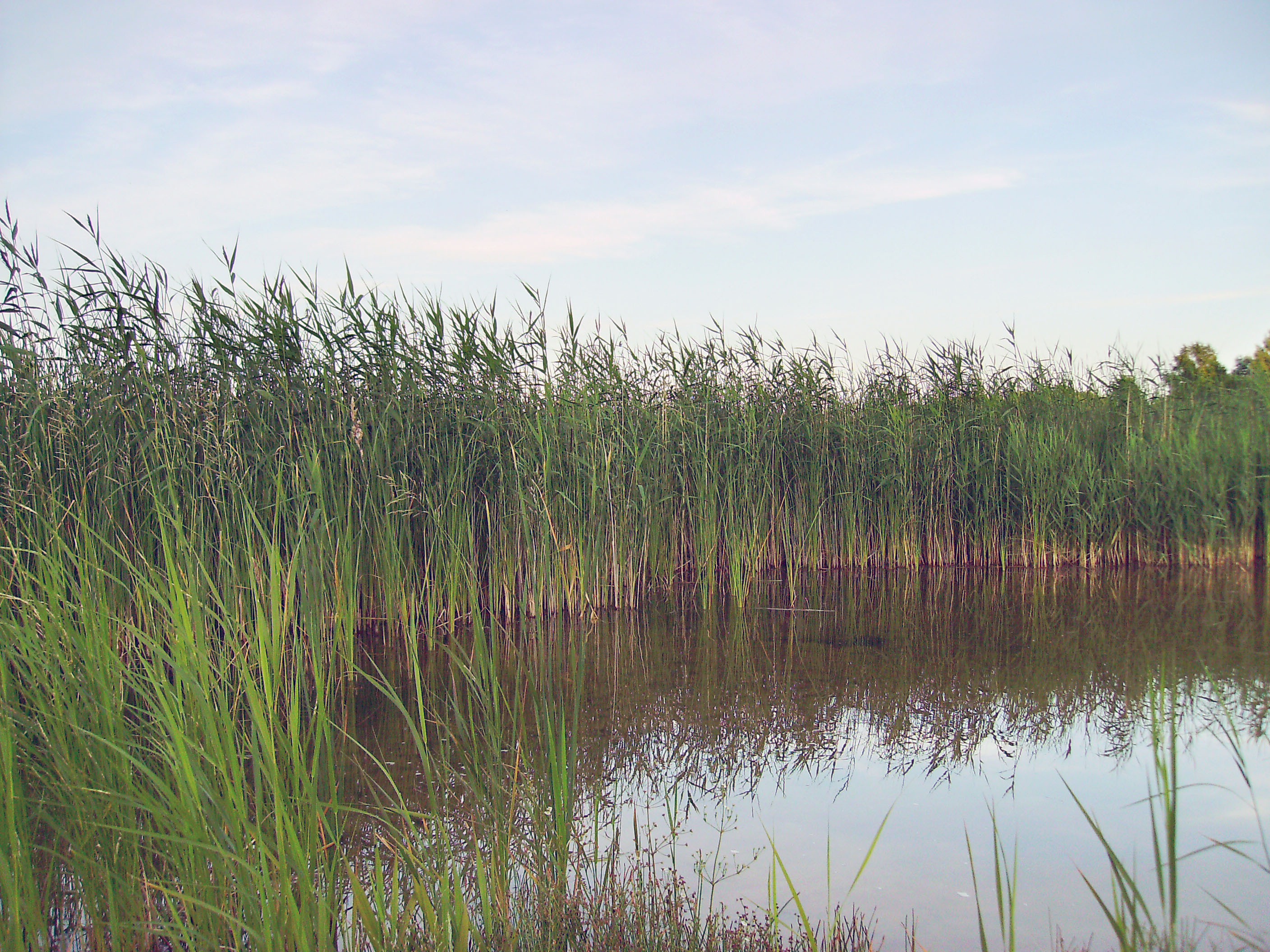
I canneti costituiscono l'habitat principale del porciglione.

Il porciglione europeo occupa un areale discontinuo, che dall'Islanda e dalle isole britanniche giunge fino alla Siberia e alla Cina; ove sono presenti habitat a esso favorevoli, è presente anche in Nordafrica, Arabia Saudita e Turchia. In Asia non è stato ancora accuratamente studiato, quindi potrebbe occupare un areale più vasto di quello finora conosciuto.
La sottospecie islandese, R. a. hibernans, è scomparsa intorno al 1965, a causa della distruzione dell'habitat provocata dal prosciugamento delle zone umide e della predazione da parte del visone americano, introdotto dall'uomo. Prima della sua estinzione, almeno alcuni esemplari trascorrevano tutto l'anno sull'isola, facendo affidamento sulle calde sorgenti vulcaniche per sopravvivere durante i mesi più freddi, ma altri trascorrevano l'inverno sulle isole Fær Øer e in Irlanda, ed erano di passo sulle Ebridi Esterne, il che lascia ipotizzare che tale sottospecie fosse una migratrice parziale. La sottospecie nominale, R. a. aquaticus, occupa le regioni dal clima più mite a sud e a ovest dell'areale della specie, ma gli esemplari stanziati nelle zone soggette a inverni rigidi migrano verso sud. Sverna entro i confini dell'areale di nidificazione e, più a sud, in Nordafrica, in Medio Oriente e nella regione del mar Caspio. Gli uccelli abbandonano i territori riproduttivi in settembre-ottobre, per farvi ritorno tra marzo e la metà di aprile. Un esemplare della sottospecie nominale catturato da Richard Meinertzhagen reca sulla targhetta che ne indica la provenienza la dicitura «Belucistan», ma è considerato di provenienza dubbia. R. a. korejewi è un'altra sottospecie migratrice parziale, dal momento che alcune popolazioni stanziate nell'Iraq e nell'Arabia Saudita orientale svernano più a est, in Cina occidentale, sorvolando il Pakistan e l'India settentrionale.

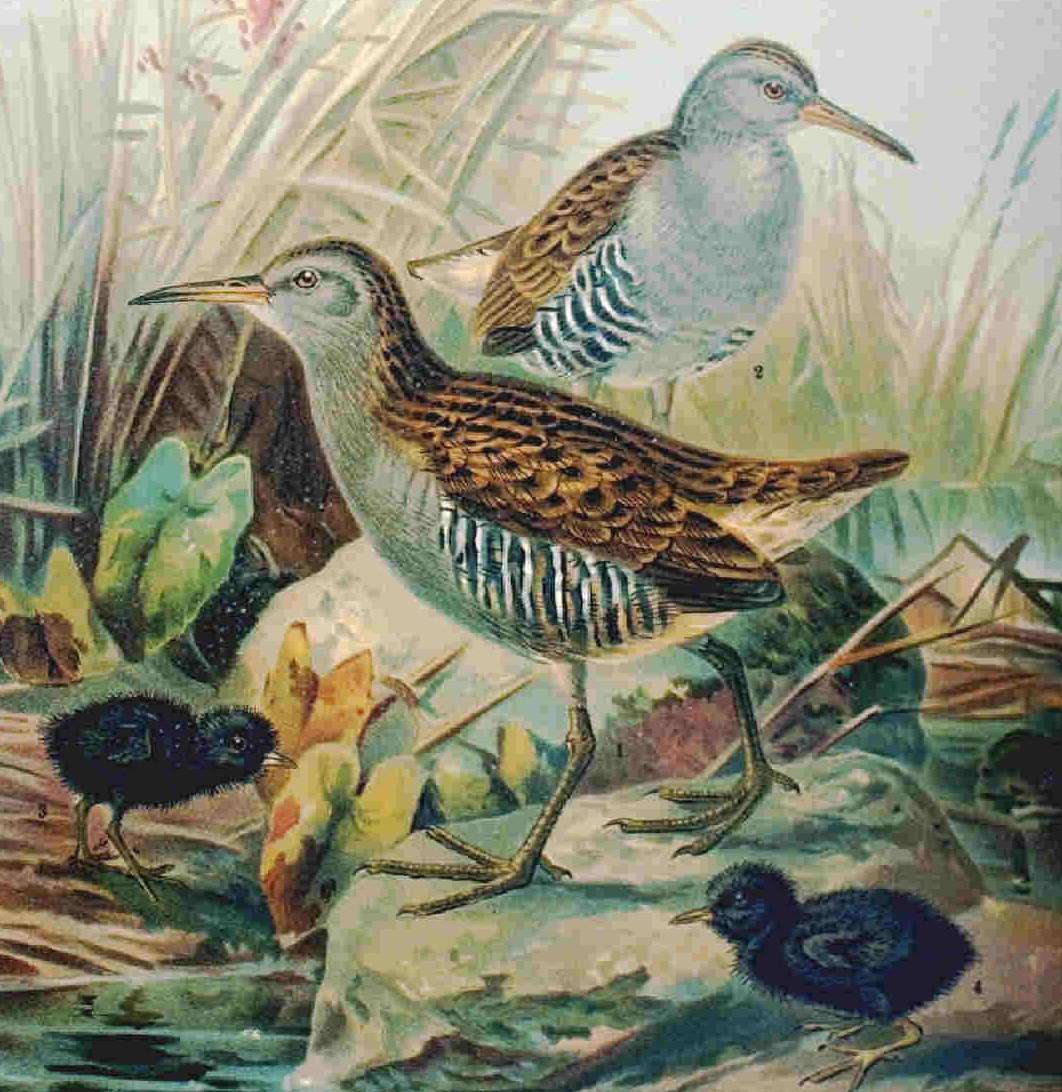
I pulcini, ricoperti di piumino nero, si procurano da soli il cibo già pochi giorni dopo la nascita.

L'habitat di nidificazione del porciglione europeo è costituito da zone umide permanenti con acque stagnanti o a corso lento, sia dolci che salmastre, e una fitta vegetazione, costituita da piante come cannucce di palude, tife, iris, coltellacci o carici. Nei siti di nidificazione situati nelle paludi costiere, l'habitat del porciglione europeo è dominato dal giunco marittimo, o da carici e coltellacci ove il terreno è meno salino. Uno studio effettuato nei Paesi Bassi e in Spagna ha dimostrato che le distese di giunchi forniscono nascondigli migliori rispetto ad altri vegetali marittimi. In altri luoghi, i nidi vengono costruiti con i materiali vegetali disponibili più vicini. Ove sono presenti, le macchie di falasco, pianta alta fino a 1,5 m, garantiscono un ottimo sito per la nidificazione. Il suo habitat preferito sono i canneti di Phragmites che si sviluppano in acque profonde 5–30 cm, con terreni fangosi in cui andare in cerca di cibo e una ricca varietà di specie di invertebrati. Su vaste aree con un habitat uniforme vengono preferite le zone vicine a salici o arbusti. Oltre che in paludi di acqua fresca o salata naturali, questo Rallide può stabilirsi anche in cave di ghiaia, argilla e torba, purché offrano sufficiente riparo. Si può incontrare in risaie o su isole di vegetazione galleggianti, e nel Kashmir è presente nei campi allagati di canna da zucchero. In Finlandia, uno studio ha dimostrato che il fattore principale che influenza la distribuzione del porciglione è l'estensione di copertura vegetale: nelle aree ove questa è più fitta, si incontrano le densità più alte; anche la presenza di altre paludi nelle vicinanze può essere significativa. Tuttavia, fattori come la temperatura, le precipitazioni, la lunghezza della linea costiera e la presenza di torba, importanti per alcuni altri uccelli di palude, non sono statisticamente rilevanti. In Finlandia, le zone che ospitano il maggior numero di porciglioni sono quelle in cui sono più numerose tre specie considerate a rischio a livello locale, il cannareccione, il tarabuso eurasiatico e l'albanella di palude. Il limite settentrionale dell'areale di nidificazione sembra essere determinato dalla transizione tra le zone umide ricche di nutrienti e le poco produttive acque più acide. Questo porta al rimpiazzamento dei canneti con una vegetazione più aperta, dominata dalla cinquefoglia delle paludi (Comarum palustre), inadeguata alla sopravvivenza del porciglione europeo.
Occasionalmente, la specie è presente anche in località ritenute inopportune. In Scozia, una coppia nidificava in una zona aperta, ai margini di una strada, e quando in una riserva naturale inglese vennero installate scatole-nido per i basettini (una sorta di «wigwam» dal pavimento di legno), i porciglioni nidificarono sia nelle scatole che sotto il pavimento, in quest'ultimo caso addirittura quando la struttura sovrastante era occupata dai basettini. Sebbene sia una specie prevalentemente di pianura, il porciglione europeo nidifica fino a 1240 m di quota sulle Alpi e a 2000 m in Armenia. In Italia, uno studio ha dimostrato che gli uccelli presenti nei canneti necessitano di zone umide di una certa estensione, che nel porciglione europeo è di circa un ettaro, sebbene le densità più elevate si riscontrino in paludi di 10 ettari o più.
Durante le migrazioni e in inverno, il porciglione europeo si spinge in zone umide di vario tipo, compresi boschetti allagati o distese di felci. Il freddo intenso può spingere l'uccello in località più aperte, come canali, discariche e giardini, o addirittura su distese innevate. In Galles, gli studiosi hanno scoperto che i territori invernali di questa specie si sovrappongono, e ciascun esemplare utilizza una parte significativa di canneto. Dopo l'abbandono dei siti estivi nei mesi freddi, gli uccelli ritornano nel loro solito areale. Sono state registrate densità pari a 14 esemplari per ettaro. Gli uccelli che svernavano in Islanda facevano affidamento sulle sorgenti geotermali calde, che raggiungevano attraverso gallerie scavate sotto la neve. Quando non erano in cerca di cibo, stavano nascosti nelle cavità e nei crepacci della lava solidificata. Talvolta, il porciglione si spinge ben oltre i confini del proprio areale ed esemplari erratici sono stati trovati alle Azzorre, a Madeira, in Mauritania, nell'Artide, in Groenlandia, in Malesia e in Vietnam.
In Italia la popolazione di porciglioni è costante ed esclusivamente migratoria, spesso individui migratori di passaggio nella penisola transitano riposandosi in territori umidi. Le coppie presenti in Italia sono qualche migliaio e sono concentrate prevalentemente nelle zone in pianura (solitamente la specie non si sposta oltre i 500 metri d'altitudine).

## Biologia
Il porciglione europeo è una specie sfuggente, e il suo piumaggio striato lo rende difficile da avvistare nelle zone umide in cui vive. Il corpo appiattito lateralmente gli consente di scivolare attraverso la vegetazione più fitta; se sorpreso all'aperto, rimane immobile. Si sposta a passi lunghi, sebbene si rannicchi quando corre verso un riparo. È in grado di nuotare, se necessario, con lo stile spasmodico tipico dei Rallidi, nonché di effettuare voli per brevi distanze con le lunghe zampe tenute penzoloni. Sebbene il suo volo sia piuttosto debole, il porciglione europeo è capace di spostarsi per lunghe distanze, volando di notte, e talvolta alcuni esemplari sono morti in seguito a collisioni con fari o cavi elettrici. Individui inanellati in Gran Bretagna sono stati recuperati in Polonia, ex-Cecoslovacchia e Svezia.
I porciglioni difendono il proprio territorio di nidificazione e svernamento. Caricano con il collo allungato, e talvolta entrambi i membri di una coppia attaccano insieme. Gli scontri tra maschi sono più frequenti in inverno, quando le aggressioni dirette vengono rimpiazzate da particolari posture di minaccia, che consistono nello stare eretti sulle punte delle dita, scuotendo la testa e spingendo il becco in avanti.

### Alimentazione

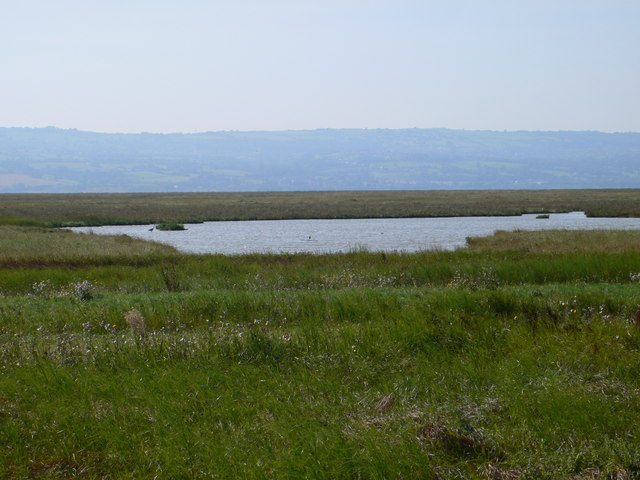
Le paludi di Parkgate (Cheshire) possono ospitare centinaia di porciglioni durante l'inverno.

I porciglioni sono onnivori, ma si nutrono soprattutto di animali. Tra questi ricordiamo sanguisughe, vermi, gasteropodi, piccoli crostacei, ragni, e una vasta gamma di insetti, sia terrestri che acquatici, e loro larve. Mangia anche piccoli vertebrati, come anfibi, pesci, uccelli e mammiferi, nonché carogne. I vertebrati vengono colpiti con una stilettata del becco che frattura loro la spina dorsale. Tra le sostanze vegetali, consumate prevalentemente in autunno e inverno, i porciglioni mangiano gemme, semi, fiori, radici e semi di piante acquatiche, bacche e frutta. Nell'Asia meridionale, talvolta mangiano anche i semi di riso raccolti. Gli esemplari giovani si nutrono soprattutto di insetti e ragni. Il cibo raccolto sulla terra o nel fango viene generalmente sciacquato in acqua prima di essere ingerito. Dopo la pioggia, il porciglione europeo è solito pattugliare le zone di terreno morbido in cerca di lombrichi. Solo raramente si spinge in cerca di cibo in zone aperte, perfino quando è costretto a farlo dal clima rigido; Edmund Meade-Waldo descrisse sette uccelli che andavano in cerca di cibo su un prato aperto. Malgrado la natura riservata, il porciglione europeo sembra prosperare bene in cattività quando viene adeguatamente nutrito con cibi di origine animale, come carne cruda o lombrichi; a un esemplare venne addirittura insegnato a saltare per prendere i vermi che pendevano da una canna da pesca.
I porciglioni seguono sentieri ben definiti quando vanno alla ricerca di cibo, e tornano di frequente nelle zone dove le prede sono più numerose. Da un punto di vista alimentare sono versatili e opportunisti. Saltano per catturare gli insetti posati sulle piante, si arrampicano per raccogliere bacche, o staccano le mele dagli alberi per poterle mangiare con più tranquillità sul terreno. Uccidono altri uccelli impalandoli col becco o annegandoli, soprattutto se le capacità di fuggire della preda sono ristrette. Sono stati visti uccidere un verdone e una quaglia della Cina in una voliera, e piccoli uccelli intrappolati in reti per l'inanellamento. Un esemplare uccise un fanello nordico che era rimasto intrappolato con lui in una trappola Heligoland. Sono anche razziatori di nidi, in particolare di quelli dei piccoli uccelli che nidificano nei canneti come il cannareccione. I porciglioni possono difendere un proprio territorio di foraggiamento invernale, di dimensioni più piccole di quello utilizzato durante la stagione della nidificazione: in esso i vari esemplari si tengono a circa 10 m di distanza l'uno dall'altro; i siti preferiti possono ospitare centinaia di questi uccelli. Al di fuori della stagione riproduttiva, gli atteggiamenti aggressivi possono essere rivolti anche verso altri Rallidi di palude, come il voltolino eurasiatico e la schiribilla grigiata.

### Riproduzione

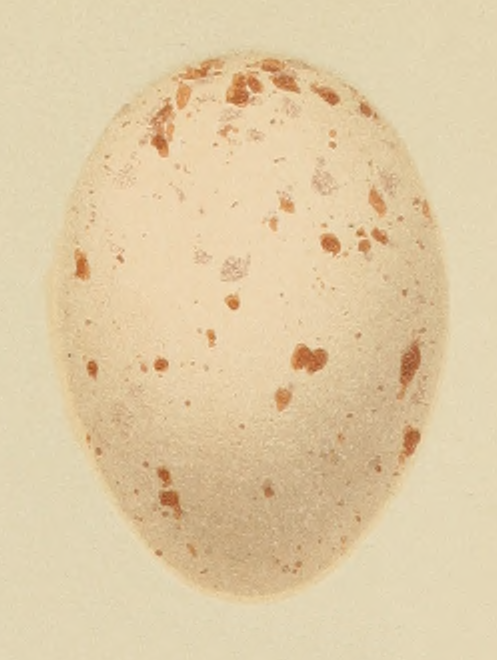
Uovo di porciglione europeo.

Il porciglione europeo è monogamo ed estremamente territoriale durante la nidificazione. Le coppie si riuniscono dopo l'arrivo nei terreni di nidificazione, o forse perfino prima della migrazione primaverile. Nelle paludi più grandi, che offrono condizioni più favorevoli, le varie coppie possono nidificare a 20–50 m l'una dall'altra. I territori sono di dimensioni variabili, ma generalmente si estendono per 300 m². I membri di una coppia si corteggiano ed emettono richiami di contatto per tutta la stagione degli amori. Il maschio sceglie il sito ove costruire il nido, indicandolo alla femmina mentre si atteggia sollevando le penne del dorso, inarcando le ali sul dorso, allargando la coda e puntando il becco verticalmente verso il basso. Questa postura è accompagnata da un forte richiamo. Prima di accoppiarsi, il maschio solleva le ali e la coda, e abbassa il becco fino a toccare il petto. Durante il corteggiamento esso porta il cibo alla compagna, e, durante l'incubazione, la femmina può abbandonare momentaneamente il nido per esibirsi di fronte al maschio, camminadogli attorno, emettendo richiami soffusi, strofinando il becco contro il suo ed eseguendo brevi corse avanti e indietro.
Il nido è fatto con qualsiasi tipo di vegetazione disponibile e viene costruito perlopiù dal maschio, generalmente nel corso di una sola giornata. Si innalza per 15 cm o più sul livello della palude, e talvolta viene costruito su blocchi di radici, monconi d'albero o supporti simili. Se il livello delle acque della palude inizia a innalzarsi, può essere edificato su un punto più alto. Misura 13–16 cm di larghezza e circa 7 cm di altezza. È ben nascosto ed è collegato al terreno circostante da una serie di stretti sentieri. La struttura pesa circa 95 g.
In quasi tutto l'areale le covate sono costituite da 6-11 uova, ma sembrano essere più piccole (5-8) nel Kashmir, attorno ai 1500 m di altitudine. La data della deposizione varia da un luogo all'altro, e va dalla fine di marzo nell'Europa occidentale e in Nordafrica, alla fine di maggio nel Kashmir e a giugno in Islanda. Le covate deposte agli inizi o al termine della stagione riproduttiva possono essere più piccole. La stagione della nidificazione può protrarsi se la covata è andata persa e deve essere rimpiazzata o se viene deposta un'ulteriore covata. Le uova sono smussate e ovoidali, lisce e leggermente lucide; il colore varia dal bianco sporco al camoscio-rosa, con alcune chiazze bruno-rossastre attorno al polo maggiore, che talvolta possono riunirsi in una singola chiazza. Le differenze nelle dimensioni della uova delle tre sottospecie sono minori di quelle riscontrabili tra le singole uova; la misura delle uova della sottospecie nominale, 36×26 mm, vale anche per quelle delle altre sottospecie. Ciascun uovo pesa circa 13 g, dei quali il 7% è costituito dal guscio.
Entrambi i genitori si occupano della cova, sebbene la maggior parte del compito venga svolto dalla femmina. L'incubazione dura 19-22 giorni e il successo riproduttivo si situa attorno all'87%; i pulcini, precoci e ricoperti di piumino, si involano dopo 20-30 giorni dalla nascita. Il cibo viene portato al nido dal genitore che non si occupa della cova, e viene passato al partner che siede sul nido prima che quest'ultimo lo consegni ai piccoli, sebbene essi siano in grado di nutrirsi da soli già a partire dal quinto giorno di vita. Dopo essersi involati, i giovani fanno affidamento unicamente sulle loro risorse. Volano via all'età di 7-9 settimane. Se la presenza di un nido viene percepita da un possibile predatore, la femmina può trasportare uno alla volta i pulcini o le uova in un altro luogo; le uova vengono portate nel becco, ma i pulcini più piccoli possono essere trasportati sotto l'ala. All'arrivo di un intruso, l'uccello in cova può rimanere immobile sulle uova, attaccare l'invasore o fingersi ferito per creare una sorta di diversivo. Il porciglione è in grado di riprodursi dopo aver raggiunto un anno di età, e generalmente alleva due nidiate all'anno.
La sopravvivenza media dopo l'involo è stata stimata sui 17-20 mesi, con un tasso di sopravvivenza annuale di poco meno del 50% all'anno per i primi tre anni, e un po' più in seguito. L'età massima registrata è di 8 anni e 10 mesi.

## Predatori e parassiti

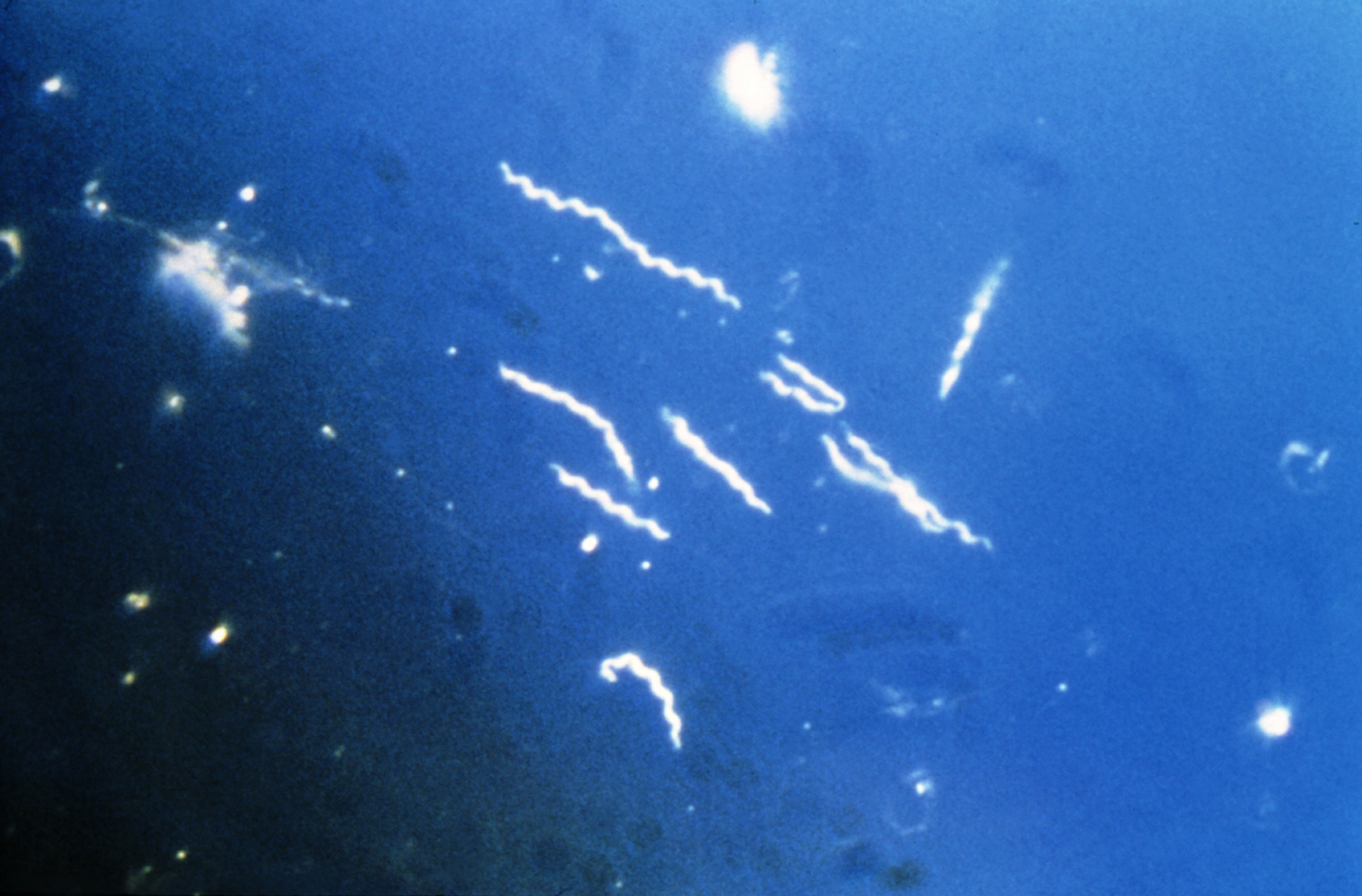
Spirochete di Borrelia burgdorferi in un'immagine a campo scuro.

Il porciglione europeo può cadere preda di un gran numero di mammiferi e grossi uccelli. Il visone americano è stato in parte responsabile della scomparsa della sottospecie islandese, e qualche volta anche gatti e cani ne uccidono un esemplare. Almeno in certe località, le lontre catturano porciglioni e altri uccelli acquatici. Ogni tanto dei porciglioni cadono vittima del tarabuso eurasiatico, un altro uccello proprio dei canneti, nonché degli aironi cenerini. I porciglioni sono particolarmente vulnerabili agli attacchi degli aironi quando sono costretti ad abbandonare la sicurezza dei canneti a causa di maree particolarmente alte. Tuttavia, i loro principali predatori sono le albanelle, che sono solite andare a caccia sulle zone umide; più raramente, sono stati visti porciglioni catturati anche da predatori più inusuali, come allocchi, gufi di palude, gufi reali, aquile anatraie maggiori, gheppi e, da ultimo, falchi pellegrini adattatisi a cacciare di notte.
Tra i principali parassiti ricordiamo i pidocchi ematofagi Nirmus cuspidiculus e Pediculus ralli, la zecca Ixodes frontalis e la mosca cavallina Ornithomyia avicularia. Il porciglione può essere infettato dal virus dell'influenza aviaria e dal batterio Borrelia burgdorferi, trasmesso dalle zecche del genere Ixodes, un agente patogeno che nell'uomo causa la malattia di Lyme. Su alcuni esemplari trovati morti nel 2005 sulle isole Fær Øer sono state trovate tre specie di pidocchio, Fulicoffula rallina, Pseudomenopon scopulacorne e Rallicola cuspidatus, che non erano mai state trovate precedentemente in tutto l'arcipelago. Nei seni nasali di un esemplare è stato trovato il platelminta parassita Ophthalmophagus nasciola, e sul piumaggio sono state individuate almeno tre specie di acari delle piume.

## Conservazione

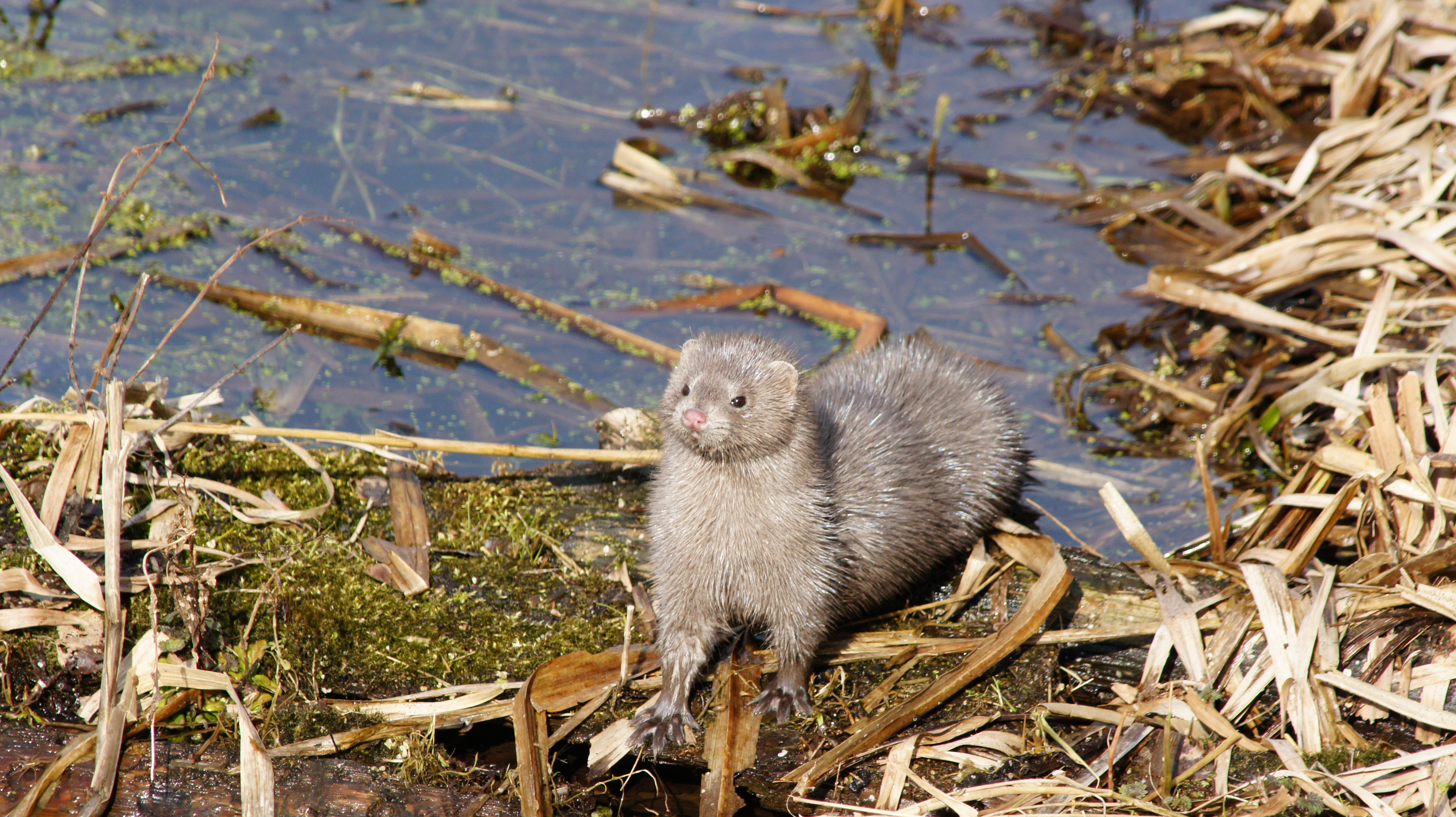
I predatori introdotti, come il visone americano, hanno causato la diminuzione dei porciglioni e di altri uccelli che nidificano sul suolo.

Il porciglione europeo è una specie in diminuzione, ma la sua popolazione totale conta ancora un numero di adulti pari a 100.000-1.000.000 di unità e si estende su un areale di 15.600.000 km²; per questo motivo la specie viene classificata tra quelle a «rischio minimo» sulla Lista Rossa della IUCN. Nella maggior parte dei Paesi europei la popolazione è ancora stabile o leggermente in diminuzione a causa della perdita dell'habitat. In Marocco, invece, sia l'areale che la popolazione sono in crescita, e la specie si è spinta a sud fino al Parco nazionale di Souss-Massa. Riguardo alla situazione delle popolazioni asiatiche le notizie sono scarse, ma sappiamo che la sottospecie R. a. korejewi è ancora molto comune in Pakistan e nel Kashmir.
I predatori introdotti costituiscono un grave fattore di minaccia per le vulnerabili popolazioni insulari. Oltre ad aver causato la scomparsa della sottospecie islandese, il visone ha causato il netto declino delle popolazioni di porciglione europeo e di altri uccelli che nidificano al suolo nelle Ebridi, dove l'unico carnivoro originario era la lontra, che si nutre prevalentemente di pesci. I visoni delle Ebridi sono fuggiti da una fattoria sull'isola di Lewis e Harris, e successivamente hanno raggiunto le vicine isole di North Uist e South Uist. I programmi di eliminazione di visoni e furetti hanno permesso ai porciglioni di tornare nuovamente su varie isole, come Lewis e Harris, e altri programmi del genere sono tuttora in corso in Scozia. In alcune zone, l'habitat può essere danneggiato dalla bonifica delle paludi, dalla canalizzazione dei corsi d'acqua, dall'avanzata degli insediamenti umani e dall'inquinamento.
Il porciglione europeo viene cacciato a scopo alimentare da migliaia di anni; i Romani ne apprezzavano molto le carni e lo raffigurarono sulle pitture parietali di Pompei; il consumo delle sue carni si è protratto per tutto il Medioevo fino ai giorni nostri. Tuttavia, a causa del suo ambiente inaccessibile e della sua natura sfuggente, la caccia non sembra costituire una seria minaccia per la sua sopravvivenza.